# Halaelurus
Halaelurus – rodzaj drapieżnych ryb chrzęstnoszkieletowych z rodziny Pentanchidae.

## Rozmieszczenie geograficzne
Do rodzaju należą gatunki występujące w wodach zachodniego, południowo-zachodniego i wschodniego Oceanu Indyjskiego oraz północno-zachodniego Oceanu Spokojnego.

## Morfologia
Długość ciała do 56 cm.

## Systematyka
Rodzaj zdefiniował w 1862 roku amerykański ichtiolog i teriolog Theodore Nicholas Gill w artykule poświęconym rekinom wraz z rewizją nazewnictwa ich rodzajów opublikowanym w czasopiśmie Annals of the Lyceum of Natural History of New York. Gatunkiem typowym jest (oryginalne oznaczenie) H. buergeri.

### Etymologia
- Halaelurus: gr. ἁλς hals, ἁλος halos ‘morze’; αιλουρος ailouros ‘kot’[5].
- Gammascyllium: etymologia niejasna, autor nie wyjaśnił znaczenia nazwy rodzajowej; być może od gr. γαμμα (Γ, γ) gamma ‘czwarta litera alfabetu greckiego’[6] ; σκυλιον skulion ‘gatunek rekina’[7]. Gatunek typowy (oryginalne oznaczenie): Scyllium buergeri Müller & Henle, 1838

### Podział systematyczny
Do rodzaju należą następujące gatunki:
- Halaelurus boesemani Springer & D’Aubrey, 1972
- Halaelurus buergeri (Müller & Henle, 1838)
- Halaelurus lineatus Bass, D’Aubrey & Kistnasamy, 1975
- Halaelurus maculosus White, Last & Stevens, 2007
- Halaelurus natalensis (Regan, 1904) – rekinek natalski[8]
- Halaelurus quagga (Alcock, 1899)
- Halaelurus sellus White, Last & Stevens, 2007